# Tam Bình (phường)
Tam Bình là một phường thuộc Thành phố Hồ Chí Minh, Việt Nam.

## Địa lý
Phường Tam Bình nằm ở phía tây bắc thành phố Thủ Đức, có vị trí địa lý:
- Phía đông giáp tỉnh Bình Dương
- Phía tây giáp phường Hiệp Bình Phước
- Phía nam giáp phường Tam Phú
- Phía bắc giáp phường Bình Chiểu.

Phường có diện tích 2,17 km², dân số năm 2021 là 28.901 người,  mật độ dân số đạt 13.318 người/km².

## Hành chính
Phường Tam Bình được chia thành 15 khu phố: 1, 2, 3, 4, 5, 6, 7, 8, 9, 10, 11, 12, 13, 14, 15.

## Lịch sử
Địa danh Tam Bình có từ thời Pháp thuộc, khi đó gọi là làng Tam Bình Xã thuộc tổng An Thổ, quận Thủ Đức, tỉnh Gia Định. Làng Tam Bình Xã được hình thành trên cơ sở sáp nhập ba làng có từ thời Nguyễn là Bình Chiểu, Bình Đức và Bình Phú.
Sau năm 1956, các làng được gọi là xã, Tam Bình Xã là một xã thuộc quận Thủ Đức.
Sau năm 1975, xã Tam Bình Xã được đổi tên thành xã Tam Bình thuộc huyện Thủ Đức, Thành phố Hồ Chí Minh.
Ngày 14 tháng 2 năm 1987, Hội đồng Bộ trưởng ban hành Quyết định số 33-HĐBT. Theo đó, chia xã Tam Bình thành ba xã Tam Bình, Tam Phú và Linh Đông.
Sau khi điều chỉnh địa giới hành chính, xã Tam Bình còn lại 895 ha diện tích tự nhiên và 11.816 người.
Ngày 6 tháng 1 năm 1997, Chính phủ ban hành Nghị định số 03-CP. Theo đó:
- Thành lập quận Thủ Đức trên cơ sở toàn bộ diện tích và dân số của thị trấn Thủ Đức và 7 xã: Hiệp Bình Chánh, Hiệp Bình Phước, Linh Đông, Linh Trung, Linh Xuân, Tam Bình, Tam Phú; một phần diện tích và dân số của các xã Hiệp Phú, Tân Phú và Phước Long thuộc huyện Thủ Đức cũ
- Thành lập phường Bình Chiểu thuộc quận Thủ Đức trên cơ sở 549 ha diện tích tự nhiên và 12.288 người của xã Tam Bình
- Thành lập phường Tam Bình thuộc quận Thủ Đức trên cơ sở 341 ha diện tích tự nhiên và 7.831 người còn lại của xã Tam Bình.

Ngày 9 tháng 12 năm 2020, Ủy ban thường vụ Quốc hội ban hành Nghị quyết 1111/NQ-UBTVQH14 về việc thành lập thành phố Thủ Đức trên cơ sở sáp nhập toàn bộ diện tích và dân số của Quận 2, Quận 9 và quận Thủ Đức, phường Tam Bình thuộc thành phố Thủ Đức như hiện nay.
Về mặt khu phố, trước năm 2024, phường Tam Bình được chia thành 5 khu phố: 1, 2, 3, 4, 5.
Ngày 14 tháng 3 năm 2024, HĐND Thành phố Hồ Chí Minh ban hành Nghị quyết số 11/NQ-HĐND, trong đó sắp xếp lại các đơn vị khu phố để thành lập 15 khu phố mới như ngày nay.

## Di tích
Tại khu dân cư ở phường Tam Bình có tọa lạc chùa Châu Hưng là một ngôi chùa cổ 181 năm tuổi mang giá trị tâm linh mà còn là di tích lịch sử-văn hóa. Chùa Châu Hưng do hòa thượng Thích Huệ Nhị tạo lập vào năm 1844, tọa lạc tại mé sông Cầu Lớn. Sau đó, chùa được di dời về vị trí hiện nay. Trong thời kháng chiến, chùa từng là cơ sở cách mạng, nơi nuôi giấu cán bộ, tiếp tế lương thực và đặc biệt có gác xép bí mật được thiết kế tinh vi, che giấu nhiều cán bộ hoạt động bí mật qua các thời kỳ. Chùa trải qua nhiều lần trùng tu và sửa chữa lớn. Năm 2006, chùa được xây mới và đến năm 2009 mới hoàn thành. Ở chùa có hệ thống tượng thờ khá phong phú và đa dạng. Hầu hết các pho tượng đều là tượng cổ trăm năm.